# 해제고등학교
해제고등학교(海際高等學校)는 전라남도 무안군 해제면 신정리에 있었던 공립 고등학교이다.

## 연혁
- 1979년 1월 31일 : 설립인가(12학급)
- 1979년 3월 14일 : 해제고등학교 개교
- 1979년 3월 14일 : 초대 김정기 교장 취임
- 2013년 9월 1일 :  제 15대 박영백 교장 취임
- 2014년 2월 7일 : 제 33회 졸업생 졸업(총 졸업생수 2,993명)
- 2015년 2월 10일 : 제 34회 졸업생 졸업(총 졸업생수 3,018명)
- 2015년 3월 1일 : 기숙형 거점고인 무안고등학교에 통합되어 학교 폐지, 36년만에 폐교

## 참고 자료
- 해제고등학교 - 한국교육학술정보원 학교알리미